# Patrick Albérola
Pour les articles homonymes, voir Albérola.
Pas d'image ? Cliquez ici

a Compétitions nationales et continentales officielles uniquement.

Patrick Albérola, né le 10 août 1964, est un ancien joueur de rugby à XIII et rugby à XV reconverti entraîneur de rugby à XIII. Formé au rugby à XIII, il commence sa carrière en XIII avec Carcassonne avant de rejoindre le club de Carcassonne de rugby à XV. Il revient ensuite à XIII et joue pour Lézignan et Limoux. Avec ce dernier, il remporte la Coupe de France en 1996.
Après sa carrière de joueur, il devient entraîneur et il sera même manager adjoint de l’Équipe de France. Après la prise en charge des juniors de Carcassonne en XIII, il prend en main l'équipe première entre 2007 et 2010 avant d'être licencié. Il rebondit alors trois années à Pia y remportant le Championnat de France 2013. En retrait après la disparition du club de Pia, il entraîne Villeneuve-Minervois en troisième division puis reprend du service en 2016 à Carcassonne avec lequel il remporte la Coupe de France 2017.
Ses enfants, Mathieu Albérola et Alexis Albérola, sont également joueurs de rugby à XIII.

## Carrière d'entraîneur
Après une carrière de joueur, il se reconvertit au poste d'entraîneur.

## Palmarès

### En tant que joueur
- Vainqueur de la Coupe de France : 1996 (Limoux).

### En tant qu'entraîneur
- Vainqueur du Championnat de France : 2013 (Pia).
- Vainqueur de la Coupe de France : 2009, 2017 et 2019 (Carcassonne).
- Finaliste du Championnat de France : 2012 (Pia) et 2019 (Carcassonne).
- Finaliste de la Coupe de France : 2011 et 2012 (Pia).

#### Détails en club
| Année                                                                             | Année     | Club             | Compétition                                                                      | Saison régulière                                                                 | Saison régulière                                                                 | Saison régulière                                                                 | Saison régulière                                                                 | Saison régulière                                                                 | Phase finale                                                                     | Phase finale                                                                     | Phase finale                                                                     | Phase finale                                                                     | Phase finale                                                                     | Coupe de France                                                                  |                                                                                  |                                                                                  |                                                                                  |                                                                                  |                                                                                  |                                                                                  |                                                                                  |                                                                                  |
| Année                                                                             | Année     | Club             | Compétition                                                                      | Class.                                                                           | MJ                                                                               | V.                                                                               | N.                                                                               | D.                                                                               | Perf.                                                                            | MJ                                                                               | V.                                                                               | N.                                                                               | D.                                                                               | Coupe de France                                                                  |                                                                                  |                                                                                  |                                                                                  |                                                                                  |                                                                                  |                                                                                  |                                                                                  |                                                                                  |
| 2007-2008                                                                         | 2007-2008 | A.S. Carcassonne | CHF                                                                              | 3e                                                                               | 20                                                                               | 14                                                                               | 0                                                                                | 6                                                                                | 1/2 finale                                                                       | 2                                                                                | 1                                                                                | 0                                                                                | 1                                                                                | 1/8 finale                                                                       |                                                                                  |                                                                                  |                                                                                  |                                                                                  |                                                                                  |                                                                                  |                                                                                  |                                                                                  |
| 2008-2009                                                                         | 2008-2009 | A.S. Carcassonne | CHF                                                                              | 4e                                                                               | 20                                                                               | 14                                                                               | 0                                                                                | 6                                                                                | 1/2 finale                                                                       | 3                                                                                | 2                                                                                | 0                                                                                | 1                                                                                | Vainqueur                                                                        |                                                                                  |                                                                                  |                                                                                  |                                                                                  |                                                                                  |                                                                                  |                                                                                  |                                                                                  |
| 2009-2010                                                                         | 2009-2010 | A.S. Carcassonne | CHF                                                                              | 2e                                                                               | 16                                                                               | 11                                                                               | 0                                                                                | 5                                                                                | 1/2 finale                                                                       | 3                                                                                | 1                                                                                | 0                                                                                | 2                                                                                | 1/2 finale                                                                       |                                                                                  |                                                                                  |                                                                                  |                                                                                  |                                                                                  |                                                                                  |                                                                                  |                                                                                  |
| 2010-2011                                                                         | 2010-2011 | S.M. Pia         | CHF                                                                              | 3e                                                                               | 20                                                                               | 15                                                                               | 0                                                                                | 5                                                                                | Finale prél.                                                                     | 3                                                                                | 1                                                                                | 0                                                                                | 2                                                                                | Finaliste                                                                        |                                                                                  |                                                                                  |                                                                                  |                                                                                  |                                                                                  |                                                                                  |                                                                                  |                                                                                  |
| 2011-2012                                                                         | 2011-2012 | S.M. Pia         | CHF                                                                              | 1er                                                                              | 18                                                                               | 14                                                                               | 0                                                                                | 4                                                                                | Finaliste                                                                        | 2                                                                                | 1                                                                                | 0                                                                                | 1                                                                                | Finaliste                                                                        |                                                                                  |                                                                                  |                                                                                  |                                                                                  |                                                                                  |                                                                                  |                                                                                  |                                                                                  |
| 2012-2013                                                                         | 2012-2013 | S.M. Pia         | CHF                                                                              | 1er                                                                              | 17                                                                               | 15                                                                               | 0                                                                                | 2                                                                                | Champion                                                                         | 2                                                                                | 2                                                                                | 0                                                                                | 0                                                                                | Exclu                                                                            |                                                                                  |                                                                                  |                                                                                  |                                                                                  |                                                                                  |                                                                                  |                                                                                  |                                                                                  |
| Entre 2013 et 2016, il prend en main le club amateur de Villeneuve Minervois XIII |           |                  |                                                                                  |                                                                                  |                                                                                  |                                                                                  |                                                                                  |                                                                                  |                                                                                  |                                                                                  |                                                                                  |                                                                                  |                                                                                  |                                                                                  |                                                                                  |                                                                                  |                                                                                  |                                                                                  |                                                                                  |                                                                                  |                                                                                  |                                                                                  |
| 2016-2017                                                                         | 2016-2017 | A.S. Carcassonne | CHF                                                                              | 4e                                                                               | 20                                                                               | 13                                                                               | 0                                                                                | 7                                                                                | 1/2 finale                                                                       | 2                                                                                | 1                                                                                | 0                                                                                | 1                                                                                | Vainqueur                                                                        |                                                                                  |                                                                                  |                                                                                  |                                                                                  |                                                                                  |                                                                                  |                                                                                  |                                                                                  |
| 2017-2018                                                                         | 2017-2018 | A.S. Carcassonne | CHF                                                                              | 5e                                                                               | 19                                                                               | 10                                                                               | 0                                                                                | 9                                                                                | 1er tour                                                                         | 1                                                                                | 0                                                                                | 0                                                                                | 1                                                                                | 1/4 finale                                                                       |                                                                                  |                                                                                  |                                                                                  |                                                                                  |                                                                                  |                                                                                  |                                                                                  |                                                                                  |
| 2018-2019                                                                         | 2018-2019 | A.S. Carcassonne | CHF                                                                              | 1er                                                                              | 19                                                                               | 14                                                                               | 0                                                                                | 5                                                                                | Finaliste                                                                        | 2                                                                                | 1                                                                                | 0                                                                                | 1                                                                                | Vainqueur                                                                        |                                                                                  |                                                                                  |                                                                                  |                                                                                  |                                                                                  |                                                                                  |                                                                                  |                                                                                  |
| 2019-2020                                                                         | 2019-2020 | A.S. Carcassonne | Éditions annulées et titres non décernés en raison de la pandémie de coronavirus | Éditions annulées et titres non décernés en raison de la pandémie de coronavirus | Éditions annulées et titres non décernés en raison de la pandémie de coronavirus | Éditions annulées et titres non décernés en raison de la pandémie de coronavirus | Éditions annulées et titres non décernés en raison de la pandémie de coronavirus | Éditions annulées et titres non décernés en raison de la pandémie de coronavirus | Éditions annulées et titres non décernés en raison de la pandémie de coronavirus | Éditions annulées et titres non décernés en raison de la pandémie de coronavirus | Éditions annulées et titres non décernés en raison de la pandémie de coronavirus | Éditions annulées et titres non décernés en raison de la pandémie de coronavirus | Éditions annulées et titres non décernés en raison de la pandémie de coronavirus | Éditions annulées et titres non décernés en raison de la pandémie de coronavirus | Éditions annulées et titres non décernés en raison de la pandémie de coronavirus | Éditions annulées et titres non décernés en raison de la pandémie de coronavirus | Éditions annulées et titres non décernés en raison de la pandémie de coronavirus | Éditions annulées et titres non décernés en raison de la pandémie de coronavirus | Éditions annulées et titres non décernés en raison de la pandémie de coronavirus | Éditions annulées et titres non décernés en raison de la pandémie de coronavirus | Éditions annulées et titres non décernés en raison de la pandémie de coronavirus | Éditions annulées et titres non décernés en raison de la pandémie de coronavirus |